# Samoa américaines
 (juin 2020).
Si vous disposez d'ouvrages ou d'articles de référence ou si vous connaissez des sites web de qualité traitant du thème abordé ici, merci de compléter l'article en donnant les références utiles à sa vérifiabilité et en les liant à la section « Notes et références ».
Les Samoa américaines (en anglais : American Samoa) sont un territoire non incorporé et non organisé des États-Unis situé en Océanie. Les Samoa américaines sont la partie américaine de l'archipel des Samoa, divisé le 2 décembre 1899 par un traité entre, notamment, l'Empire allemand et les États-Unis. L'autre partie est aujourd'hui l’État du Samoa.

## Histoire
L’expédition de La Pérouse accoste en 1787 l'île de Tutuila (qu'il appelle « Maouna »), dans la baie de A'asu, connue pour le tragique événement qui vit la mort du capitaine de Langle, du naturaliste Lamanon, ainsi que celle de neuf autres marins, lors d'une escarmouche avec les indigènes.
Les Samoa américaines furent explorées vers 1800 par les navigateurs européens. Rapidement devenues un enjeu de domination coloniale, elles furent, lors de la partition de l'archipel samoan en 1899, attribuées aux États-Unis qui les occupèrent l'année suivante (les Samoa occidentales revenant à l'Allemagne puis, en 1920, à la Nouvelle-Zélande). Depuis, elles constituent un territoire non incorporé des États-Unis.
À la suite du classement en 2017 des îles dans la liste noire européenne des paradis fiscaux, Steven Mnuchin le secrétaire au Trésor des États-Unis conteste les conclusions de l'UE en arguant qu'elles ne sont fondées sur aucun élément indiquant que les Samoa américaines chercheraient à favoriser l'évasion fiscale, et rappelle que ces territoires sont tenus de respecter les normes internationales comme le font les États-Unis.

### Origines et colonisation précoce
Les Samoa américaines furent initialement peuplées il y a environ 3 000 ans par des Polynésiens, qui établirent une culture centrée sur la vie communautaire et les chefs de clan (matai). Le premier contact avec des européens se produisit en 1722 avec l'explorateur hollandais Jacob Roggeveen. Par la suite, les îles devinrent des ports d'escale pour les baleiniers et les commerçants au XIXe siècle. Cependant, ces visites apportèrent également des maladies qui décimèrent la population locale. En 1830, les missionnaires de la London Missionary Society introduisirent le christianisme, transformant durablement les pratiques religieuses des Samoans.

### La division des Samoa: influence américaine
En 1889, le traité de Berlin divisa l'archipel des Samoa entre les puissances coloniales : l'Allemagne prit le contrôle des îles occidentales (actuel Samoa), tandis que les États-Unis obtinrent les îles orientales (Samoa américaines). En 1900, l'île de Tutuila devint officiellement un territoire américain, suivie des îles Manu’a en 1904. Pago Pago, grâce à son port naturel protégé, fut rapidement transformé en base navale stratégique. Cette présence militaire renforça l'importance des Samoa américaines pour les États-Unis dans le Pacifique.

### Rôle pendant la Seconde Guerre mondiale
Pendant la Seconde Guerre mondiale, les Samoa américaines jouèrent un rôle clé en tant que base militaire pour les opérations dans le Pacifique. Pago Pago fut fortement fortifiée, et des infrastructures comme des routes, des pistes d’atterrissage et des bâtiments militaires furent construites pour soutenir les troupes américaines. La population locale participa activement à l'effort de guerre, en travaillant dans des usines de conditionnement de nourriture ou en fournissant des produits agricoles pour les militaires.

### Autonomie politique et continuité culturelle
Après la guerre, les Samoa américaines continuèrent de dépendre des États-Unis pour leur administration, bien qu'elles aient adopté une constitution locale en 1967 et élu leur premier gouverneur en 1977. La culture samoane, notamment le système fa’a Samoa (mode de vie traditionnel centré sur les clans et les matai), demeure un pilier de l'identité locale. Aujourd’hui, bien que les habitants soient des ressortissants américains et non des citoyens à part entière, ils bénéficient d’un mélange unique d’autonomie culturelle et de soutien économique fédéral. Ces éléments montrent comment les Samoa américaines ont intégré des influences extérieures tout en préservant des traditions profondément enracinées dans leur culture polynésienne.

## Géographie

### Situation géographique et topographie
Les Samoa américaines sont situées dans le Pacifique Sud, entre la longitude 170° W et 172° W et la latitude 14° S et 15° S, les Samoa américaines sont situées à environ 3 700 km de Hawaï. Elles comprennent cinq îles principales : Tutuila, l'île la plus grande et la plus peuplée, Aunu'u, Ofu-Olosega, Ta‘ū et l'île de Swains, située plus au nord. Ces îles sont d'origine volcanique, ce qui leur confère des paysages montagneux et des côtes accidentées. Tutuila, la plus grande île, mesure environ 137 km² et possède des montagnes élevées, notamment le mont Lata, le plus haut sommet à 965 mètres d'altitude. Les îles Manu’a sont plus petites mais également montagneuses, avec des cratères volcaniques bien visibles.
La majorité de l'archipel est couvert par des forêts tropicales à densité variable. C'est par exemple le cas pour l'île de Tutuila, qui est recouverte à moitié par une forêt tropicale. Celles-ci se trouvent majoritairement sur des pentes très abruptes. L'archipel est situé dans une zone à forte sismicité. Le 29 septembre 2009, les Samoa et les Samoa américaines ont été touchées par un tremblement de terre de magnitude 8, suivi d'un tsunami causant des dégâts importants et près de 150 morts, dont 30 dans le territoire,.

### Climat et environnement naturel
Les Samoa américaines bénéficient d’un climat tropical humide, avec une température moyenne de 27°C toute l'année. Les pluies sont abondantes, surtout pendant la saison humide, de novembre à avril, ce qui crée une végétation luxuriante et dense sur les îles. Le climat est également marqué par des cyclones tropicaux qui peuvent frapper la région entre novembre et avril. L’archipel est riche en biodiversité, avec des forêts tropicales, des mangroves, et des récifs coralliens qui abritent une faune et une flore variées, telles que des espèces de poissons, de coraux et des oiseaux marins. Les récifs coralliens de l'archipel sont particulièrement importants pour la préservation de la biodiversité marine. Elles sont vulnérables au développement de cyclones tropicaux durant l'été austral. Ainsi, en janvier 2004, le cyclone Heta a durement frappé les îles.

### Ressources naturelles et utilisation des terres
Les Samoa américaines ont une terre relativement fertile, bien que les ressources naturelles exploitables restent limitées. L'agriculture est dominée par la culture des taros, des bananes, et de l'igname, tandis que la pêche joue également un rôle économique important. Les récifs coralliens et les eaux environnantes sont utilisés pour la pêche commerciale, notamment pour la capture de thon. L'exploitation minière est restreinte, mais les Samoa américaines possèdent des ressources comme le sable et le gravier. L'archipel est également sujet à une gestion environnementale strictement contrôlée, afin de préserver ses écosystèmes fragiles.

## Politique
Les Samoa américaines sont une démocratie avec le Fono, parlement bicaméral composé d'un Sénat de dix-huit membres et d'une Chambre des représentants de vingt membres. Cependant, l'administration est exercée par le département de l'Intérieur des États-Unis. Comme pour un État des États-Unis, le chef d'État est appelé gouverneur, compte tenu de l'absence de souveraineté de cet État.
Les habitants possèdent la nationalité américaine, mais pas la citoyenneté américaine. Ils disposent ainsi de la libre circulation sur le territoire des États-Unis, mais pas de droit de vote en dehors du territoire des Samoa américaines, c'est-à-dire qu'ils ne participent pas à l'élection du président des États-Unis, ni n'envoient de représentants au Congrès des États-Unis. C'est pourquoi, s'ils votent pour désigner des délégués auprès des partis démocrate et républicain ; ces délégués ne disposent que de voix consultatives.
En pratique, les Samoa américaines ressemblent sur le plan politique à un État des États-Unis sous tutelle du gouvernement fédéral des États-Unis.

## Patrimoine
- La batterie de Blunts Point, construite en 1942 près de Pago Pago pour la défense des Samoa américaines dans le cadre de la Seconde Guerre mondiale[13].
- Le palais de justice des Samoa américaines à Fagatogo, construit en 1904.
- L'hôtel du Gouvernement à Pago Pago, construit en 1903, est la résidence officielle du Gouverneur des Samoa américaines.

## Économie
Les Samoa américaines sont une économie polynésienne traditionnelle dans laquelle plus de 90 % des terres appartiennent à la communauté. L'activité économique est fortement liée aux États-Unis, avec lesquels les Samoa américaines effectuent la majeure partie de leur commerce extérieur. Les usines de pêche et de transformation du thon sont l'épine dorsale du secteur privé, le thon en conserve étant la principale exportation. Les transferts du gouvernement fédéral américain contribuent considérablement au bien-être économique des Samoa américaines. Les tentatives du gouvernement pour développer une économie plus grande et plus large sont freinées par l'emplacement éloigné des Samoa, ses transports limités et ses ouragans dévastateurs. Le tourisme, secteur en développement, pourrait être freiné par les difficultés financières actuelles en Asie orientale.

## Démographie

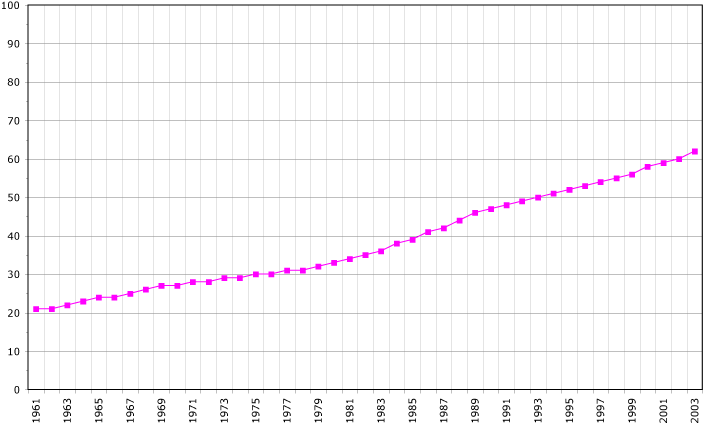
Évolution de la démographie entre 1961 et 2003 (chiffre de la FAO, 2005). Population en milliers d'habitants.

Selon le recensement de 2017, les Samoa Américaines comptent 55 641 habitants. Les Samoans représentent 88,9 % de la population, qui compte aussi des minorités tongiennes (2,9 %), philippines (2,2 %) et blanches (0,9 %), alors que 2,7 % de la population s'identifie comme métisse.
64,5 % de la population des Samoa américains est née aux États-Unis (57,6 % aux Samoa américains et 6,2 % dans un État des États-Unis) et 35,5 % est née à l'étranger (28,8 % aux Samoa, 1,9 % aux Philippines et 1,9 % aux Tonga).
88,6 % de la population âgée de plus de 5 ans déclare parler samoan à la maison, 3,9 % déclare parler l'anglais, 2,7 % le tongien et 4,8 % une autre langue.
57,3 % de la population vit en dessous du seuil de pauvreté.

## Culture
La culture samoane s'est développée sur 3 500 ans et a largement résisté à l'interaction avec les cultures européennes. Elle était bien adaptée aux enseignements du christianisme. La langue samoane est toujours utilisée dans les échanges quotidiens ; cependant, l'anglais est largement utilisé et est aussi la langue officielle. Outre les cours de langue samoane et les cours culturels, toutes les instructions dans les écoles publiques sont en anglais. L'unité de base de la culture des Samoa américaines est l'aiga (famille). Elle se compose d'une famille immédiate et élargie. Le matai , ou chef, est le chef de l'aiga. Le chef est le gardien de toutes les propriétés Aiga. Un village (nu'u) est composé de plusieurs aiga ayant un intérêt commun ou partagé. Chaque aiga est représentée par son chef dans les conseils de village.
- John Kneubuhl (en) (1920-1992), scénariste, dramaturge, historien
- Dan Taulapapa McMullin (en) (1957-), poète, peintre, artiste, cinéaste (100 Tikis) (2016)
- Reggie Meredith-Fitiao (en), artiste en tissu d'écorce et en tapa (tissu)